# Xiaomi Mi 1
Xiaomi Mi 1 — перший смартфон компанії Xiaomi на операційній системі Android 4.1 MIUI, анонсований 18 серпня 2011 року. Також відомий як Xiaomi Phone. З ряду особливостей можна відзначити двоядерний процесор з тактовою частотою 1,5 ГГц; акумулятор ємністю 1930 мА·ч; трансфлективний РК-дисплей від Sharp, що зберігає досить високу якість зображення навіть при яскравому сонячному світлі, облік 3G-трафіку, подвійний системний розділ, що дозволяє встановлювати дві версії прошивки: свіжу і стабільну (якщо з новою виникнуть проблеми, це не завадить повноцінній роботі пристрою).
Головним козирем цього смартфона можна назвати його відносну дешевизну. Вона досягнута коштом економії супутніх витрат, таких як: реклама, продаж в офлайні та навіть економія на матеріалах упаковки.
Пристрій обладнаний 8-мегапіксельною камерою, яка здатна записувати відео з роздільною здатністю 1080p/30fps; її інтерфейс на перший погляд справляє враження iOS копії, проте має значно більшу функціональність. Також в пристрої є відеоприскорювач Adreno 220.
Поєднання високих характеристик, доступної ціни і добре спланованої передпродажної рекламної кампанії привело до вражаючих обсягів продажів вже на перших етапах реалізації.
Загальні характеристики:
- Рік випуску: 2012
- Операційна система: Android 2.3
- Ємність акумулятора (мА / ч): 1930
- Габарити: (ширина х висота х товщина): 63 x 125 x 11.9 мм
- Вага: 149 г
- Процесор: Qualcomm Snapdragon MSM8260, тактова 1,5 ГГц
- Відеоприскорювач: Qualcomm Adreno 220
- Оперативна пам'ять: 1 Gb
- Флеш-пам'ять: 4 Gb
- Bluetooth 2.1, Wi-Fi: 802.11b, g, n
- GPRS, EDGE, HSDPA, HSUPA, HSPA+, UMTS/WCDMA, GPS
- Розмір екрану: 4", 480 x 854 пікселі
- Камера ззаду: 8 мегапікселів, автофокус, спалах
- Динамік (моно), вихід навушників 3,5 мм
- G-Sensor, Давач освітленості, Сенсор близькості, Цифровий компас, FM-радіо
- Карти пам'яті: microSD, microSDHC
- Роз'єми: microUSB